# Palazzo Bisdomini
Palazzo Bisdomini è uno dei più antichi edifici di Siena, situato lungo via di Stalloreggi (n. 43), a pochi passi dalla cattedrale di Santa Maria Assunta.

## Storia e descrizione
La sua origine risale all'inizio del XIII secolo e lo si distingue per la sua facciata dal paramento a filaretto, sezionata da blocchi di concio di calcare cavernoso; inoltre, sulla parte destra, è ben distinguibile lo stemma familiare in pietra dei Bisdomini.
L'aspetto esterno appare discontinuo, testimoniando il susseguirsi di modifiche che il palazzo ha subito nel tempo. Infine, a differenza dell'aspetto esteriore, gli interni, soggetti nel tempo a forti rimaneggiamenti,  si attengono allo stile del Neoclassicismo.
La struttura ospita oggi abitazioni private, pertanto risulta osservabile solo dall'esterno.